# Finale della Coppa CERS 1989-1990
La finale della 10ª edizione della Coppa CERS fu disputata in gara d'andata e ritorno tra gli italiani del Seregno e gli spagnoli del Barcellona. Con il punteggio complessivo di 10 a 9 fu il Seregno ad aggiudicarsi per la prima volta nella storia il trofeo.

## Le squadre
| Squadre    | Partecipazioni precedenti (il grassetto indica la vittoria) |
| ---------- | ----------------------------------------------------------- |
| Seregno    | Nessuna                                                     |
| Barcellona | Nessuna                                                     |

## Il cammino verso la finale
Il Seregno si qualificò alla finale con i seguenti risultati:
- Ottavi di finale: eliminato l'Oliveirense (vittoria per 8-4 all'andata e sconfitta per 7-4 al ritorno);
- Quarti di finale: eliminato il Remscheid (pareggio per 6-6 all'andata e vittoria per 11-2 al ritorno);
- Semifinale: eliminato il Barcelos (vittoria per 5-2 all'andata e pareggio per 3-3 al ritorno).

Il Barcellona si qualificò alla finale con i seguenti risultati:
- Ottavi di finale: eliminato il Montreux (vittoria per 10-5 all'andata e per 11-5 al ritorno);
- Quarti di finale: eliminato il Novara (sconfitta per 4-1 all'andata e vittoria per 6-2 al ritorno);
- Semifinale: eliminato il Benfica (vittoria per 10-4 all'andata e sconfitta per 7-2 al ritorno).

## Tabellini

### Andata
| Seregno 6 giugno 1990 | Seregno | 3 – 3 | Barcellona | PalaPorada |

### Ritorno
| Barcellona 20 giugno 1990 | Barcellona | 6 – 7 | Seregno | Palau Blaugrana |